# Justin Dorey
Justin Dorey (Calgary, 17 augustus 1988) is een Canadese freestyleskiër, die is gespecialiseerd op het onderdeel halfpipe.

## Carrière
Bij zijn wereldbekerdebuut, in januari 2008 in Les Contamines-Montjoie, stond Dorey direct op het podium. Tijdens de wereldkampioenschappen freestyleskiën 2009 in Inawashiro veroverde de Canadees de zilveren medaille in de halfpipe. Op de Winter X Games XIV in Aspen sleepte hij de zilveren medaille in de wacht op het onderdeel high air.
In Deer Valley nam Dorey deel aan de wereldkampioenschappen freestyleskiën 2011. Op dit toernooi eindigde hij als twaalfde in de halfpipe. Op 3 januari 2014 boekte de Canadees in Calgary zijn eerste wereldbekerzege.

## Resultaten

### Wereldkampioenschappen
| Jaar | Plaats      | Resultaten   |
| ---- | ----------- | ------------ |
| 2009 | Inawashiro  | Halfpipe     |
| 2011 | Deer Valley | 12e Halfpipe |

### Wereldbeker
Eindklasseringen
| Seizoen   | Algm | HP |
| --------- | ---- | -- |
| 2007/2008 | 21e  | 4e |
| 2010/2011 | 53e  | 8e |

Wereldbekerzeges
| Datum          | Plaats  | Onderdeel |
| -------------- | ------- | --------- |
| 3 januari 2014 | Calgary | Halfpipe  |